# Риман, Николай Карлович
Николай Карлович Риман (10 сентября 1864 — 1917, Петроград, по другим данным — после 1938 года, Германия) — русский офицер, генерал-майор (1912), шталмейстер, активный участник подавления революции 1905 года.

## Биография
Родился в семье генерала от инфантерии Карла Фёдоровича Римана (1817—1887). Предки Риманов осели в России во времена Петра I вместе с Лефортовской волной немцев и лифляндцев.
На службе с 1 сентября 1882 года. В 1884 году окончил Пажеский Его Величества корпус по 1-му разряду. Выпущен 14 августа 1884 прапорщиком в лейб-гвардии Семёновский полк. Служил в полку: с 14.08.1884 года — подпоручик, с 14.08.1888 года — поручик, с 06.12.1895 года — штабс-капитан, с 09.04.1900 — капитан. Командовал ротой в 1895—1904 годах. 06.12.1904 года произведен в полковники, а с 17.12.1904 по 1908 года — командир батальона лейб-гвардии Семёновского полка.

### Революция 1905 года
9 (22) января 1905 г., в «кровавое воскресенье», у Полицейского моста 3-й батальон лейб-гвардии Семёновского полка под командованием Н. Римана принял участие в расстреле толпы на набережной реки Мойки.

…на Невском проспекте и по обеим сторонам реки Мойки стали появляться группы людей — мужчин и женщин. Подождав, чтобы их собралось больше, полковник Риман, стоя в центре роты, не сделав никакого предупреждения, как это было установлено уставом, скомандовал:

— Прямо по толпам стрельба залпами!

После этой команды каждый офицер своей части повторил команду Римана. Солдаты взяли изготовку, затем по команде «Взвод» приложили винтовки к плечу, и по команде «Пли» раздались залпы, которые были повторены несколько раз. После пальбы по людям, которые были от роты не далее сорока-пятидесяти шагов, оставшиеся в живых бросились опрометью бежать назад. Через минуты две-три Риман отдал команду:

— Прямо по бегущим пальба пачками!— Е. А. Никольский, капитан Генштаба.
После подавления декабрьского восстания в Москве командующий Семеновским полком полковник Мин назначил Римана командиром специального отряда из шести рот семёновцев, отправив в карательную экспедицию для восстановления порядка по линии Московско-Казанской железной дороги. На ряде станций телеграфисты и начальники станций перешли на сторону революционеров. Всего его батальон убил 55 человек (в том числе 27 человек на станции Голутвино) и ранил 8 человек.
Высаживаясь на ключевых станциях, семеновцы арестовывали всех подозрительных, проводили ряд обысков, и расстреливали всех, кто не глянулся внешним видом или дерзил, а также носил оружие. В ряде случаев солдаты обстреливали территории, прилегающие к станциям, и в этом случае погибало много прохожих и случайных людей, женщин, детей. Граждан убивали без суда и следствия, в том числе на глазах у детей. Много людей было ранено. Некоторых стариков, помощников начальника станции Перово Сергея Орловского и Алексея Ларионова, встречавших военнослужащих с доверием, а также иных граждан, остановленных по пути, солдаты закололи штыками, офицеры раскраивали черепа саблями, трупы возвращались родным обезображенными до неузнаваемости (например, глазные впадины пробивались штыками до мозгов, лица представляли кровавую маску, вспарывались животы). Н. К. Риман лично убивал невиновных людей (в частности, на станции Голутвино застрелил машиниста Харламова и фельдфебеля первой роты второго запасного стрелкового батальона, уволенного в запас в этот день, Ильичова, который осудил действия полковника). Ночью ремонтные рабочие вырыли на Бобровском кладбище братскую могилу, в которой наутро и были погребены все убитые.
После ареста карательной экспедицией полковника Римана руководителя революционеров железнодорожника А. В. Ухтомского, он был расстрелян без суда вместе со своими подчиненными (30 человек) 17 декабря 1905 года на станции Люберцы-Первые (в память об этом событии в советский период была установлена мемориальная доска, демонтированная в ходе реконструкции станции в начале 2000-х годов). Такова версия событий, распространявшаяся левой публицистикой, однако не снабженная достаточными документальными свидетельствами. В то же время офицер Семеновского полка Ф. П. Рерберг, не участвовавший в карательной экспедиции, вспоминал разговор со своим сослуживцем, состоявшийся вскоре после неё:

«Лоде мне сообщил, что все что мы читали в газетах и телеграммах о действиях и „зверствах“ Семеновского полка, было сплошной ложью и клеветой… _ Эх, Федька, Федька, — закончил он свой рассказ, — как тебе не совестно, что ты мог хоть на одну минуту поверить всей той лжи, которая писалась о нас в левых газетах и листках!»
— Ф. П. Рерберг. Все в прошлом : воспоминания. 1868-1910. — М.: 2018. — С. 321
Священник местной церкви Иоанн Виноградов отказался служить положенный благодарственный молебен на проводах Римана. На обратном пути отряд полковника остановился на станции Ашитково и задержал начальника станции Сергея Ивановича Виноградова — сына священника Виноградова, отказавшегося служить благодарственный молебен и расстрелял. В советское время станция была переименована в Виноградово.
Полковника Римана и ряд офицеров были награждены за свои преступления, лично высочайшим указом Императора.

### Покушение
В 1906 году член боевой организации эсеров бывший студент московского университета Яковлев (Гудков), участвовавший в Декабрьском восстании в Москве, совершил покушение на Римана. Явившись в первый раз утром под именем князя Друцкого-Соколинского, он не застал того дома. Когда Яковлев явился во второй раз, он был арестован полицией в подъезде дома Римана. Его судили вместе с Гоцем, Павловым и Трегубовым в судебной палате с сословными представителями и приговорили к лишению прав и ссылке в каторжные работы на 15 лет.
13 августа 1906 года был убит командир Семёновского полка Г. А. Мин. Офицеры Семёновского полка Мин, Риман, Зыков, Сиверс и Аглаимов получили от боевой организации эсеров письма с предупреждением, что их убьют. Скрываясь от подготавливавшегося покушения, Риман с женою выехал за границу с паспортами на чужое имя в гражданской одежде. В Россию он вернулся только через год, летом 1907 года, специально отрастив бороду.

### Дальнейшая жизнь
С 28 ноября 1908 по 27 января 1912 — командир 91-го Двинского пехотного полка. 27 января 1912 года при отставке получил звание генерал-майора и был зачислен в пешее ополчение.
После Февральской революции был арестован вместе с женой в Торнео, когда пытался выехать за границу, и ночью 21 марта был доставлен в Таврический дворец.
По одним сведениям, расстрелян вскоре после Октябрьской революции, по другим, — жил в эмиграции в Германии, где умер после 1938 года.

## Награды
- Орден Святого Владимира 4-й степени (1906)[1]

## Семья
- Отец — Карл Фёдорович Риман (1816—1887) начал свою военную службу в 1835 году в Литовском полку. В 1885 году в юбилей 50-летия военной службы ему был присвоен чин генерала от инфантерии. Несмотря на то, что его части и войска не принимали непосредственного участия в боевых действиях, он участвовал во многих западных походах и заработал немалый авторитет как среди военных, так и в императорских кругах. Риман-старший был женат на Констанции Александровне фон Зальца (1832—1898), и в этом браке родилось по меньшей мере 3 детей — Николай, Александр и Елизавета.
- Брат — Александр Риман (1872 — ?) в 1892 году закончил Пажеский корпус и был зачислен подпоручиком в лейб-гвардии Семеновский полк, в 1911 ему было присвоено звание полковника. После 1917 — создал в Петрограде мастерскую брезентовых изделий. В 1925 арестован в Ленинграде и приговорён к 5 годам заключения в СЛОН[11].
- Сестра — Елизавета Риман (1862 — ?) в 1883 году вышла замуж за Александра Ивановича Здановича (1849—1926), родив в браке троих детей.